# Deinacrida rugosa
Deinacrida rugosa је инсект из реда Orthoptera и фамилије Stenopelmatidae.

## Угроженост
Ова врста се сматра рањивом у погледу угрожености врсте од изумирања.

## Распрострањење
Ареал врсте је ограничен на једну државу. 
Нови Зеланд је једино познато природно станиште врсте.